# Jardín botánico Atocha-La Liria
El Jardín Histórico Botánico Atocha-La Liria es un jardín botánico que se encuentra en la provincia de Tungurahua ciudad de Ambato, Ecuador.
Está constituido por 14 hectáreas y data del año de 1849, siendo su promotor el Dr. Nicolás Martínez Vasconez, el cual adquiere las propiedades que conforman la Quinta La Liria. 
Bajo la administración del GAD Municipalidad de Ambato, la cual decide sumar la Quinta Atocha para formar el "Jardín Botánico Atocha-La Liria, lugar donde se refugian los primeros eucaliptos sembrados en el Ecuador en el siglo XIX.

## Localización
Se encuentra en la ciudad de Ambato, Ecuador en el Sector de Atocha en la avenida Rodrigo Pachano, sobre la avenida de la Circunvalación, en los alrededores de las casas históricas de Juan León Mera y Martínez – Holguín, en la parroquia Atocha-Ficoa, en la parte occidental de la ciudad.
La ciudad de Ambato tiene un clima templado, debido a que se ubica en un estrecho valle andino; Ambato se divide en 3 zonas; sur, centro, y norte; Ambato siempre tiene un clima templado con temperaturas desde los 10 a los 25 °C.
Horario de visitas: miércoles a domingo de 9:00 a 16:00.

## Historia
Su creación la promovió el Dr. Nicolás Martínez Vazcones, el cual adquiere las tierras de la Quinta la Liria en el año de 1849. 
En este lugar podremos observar especies botánicas que forma parte del patrimonio forestal de Ambato como son los primeros eucaliptos, procedentes de Australia y que fueron adquiridos en el gobierno de Gabriel García Moreno en el siglo XIX.
Este lugar se incluye la quinta de Atocha que fue de la propiedad deJuan León Mera, lugar donde vivió este poeta ecuatoriano, reconocido además por ser el escritor de la letra del Himno Nacional del Ecuador. 
Además se puede visitar la quinta La Liria donde vivió el escritor de la novela A La Costa, Luis A. Martínez, considerado el cuarto Juan de Ambato por llevar el nombre de Juan Bautista Luis Alfredo Martínez-Holguín.

## Colecciones
Muestra botánica de más de 300 las especies que se encuentran en todo el Ecuador, como también especies introducidas de los cinco continentes.
Constituye una verdadera reserva de especies florísticas de la provincia con especies de plantas superiores que se incluyen en 151 géneros y 79 familias botánicas en su mayoría nativas del ecosistema de Matorral Seco propio de los Valles interandinos de Ecuador.
Se han registrado además 7 especies florísticas endémicas de la zona. 
La característica más importante del entorno se manifiesta en la presencia de un ecosistema propio desarrollado por la presencia del río, la quebrada y abundantes especies botánicas, lo que permite observar una secuencia importante de escenarios paisajísticos. 

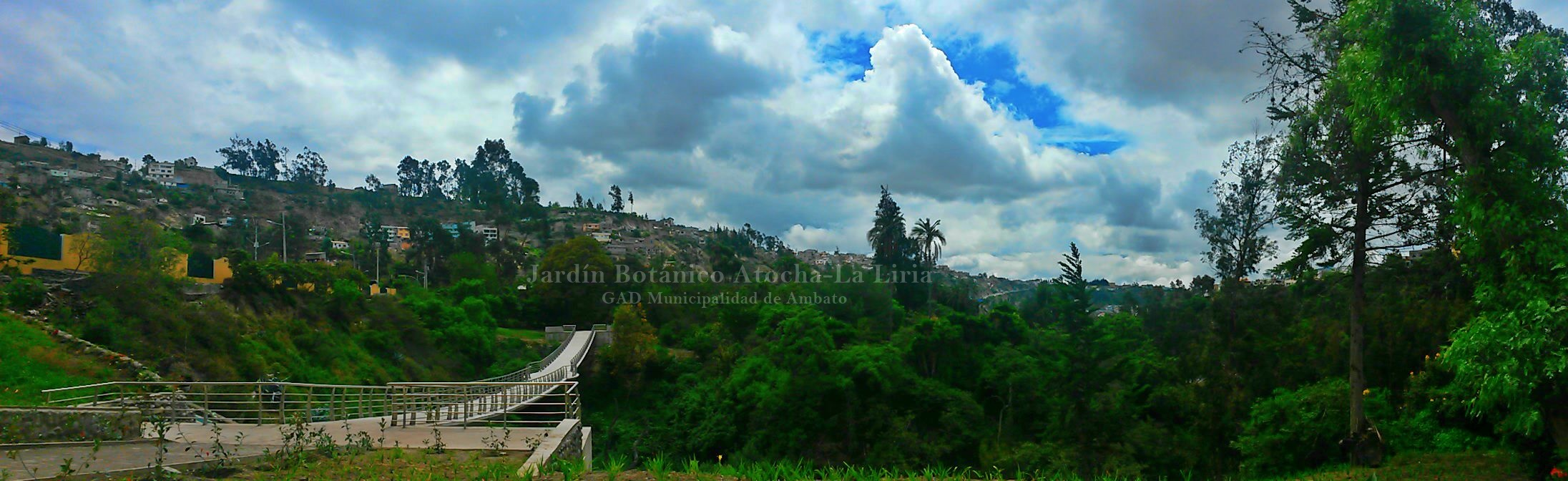
Puente colgante que une a las Quintas de Atocha y la Liria

## Museos
- Museo Histórico Martínez-Holguín

La construcción data del año de 1865, donde vivió la familia Martínez-Holguín.
Fue de la propiedad del Dr. Nicolas Martinez Vasconez, quien contrae matrimonio con Doña Adelaida Holguín, siendo un matrimonio que procreó a científicos, escritores, pintores, vulcanólogos, andinistas y políticos. 
El más reconocido de esta familia fue Luis A. Martínez, escritor de la Novela A La Costa, y el Científico Augusto Nicolas Martínez 
- Museo Histórico Juan León Mera

Lugar de inspiración para el escritor ambateño, y que vivió junto con su esposa Doña Rosario Iturralde y sus 13 hijos.

Detalles
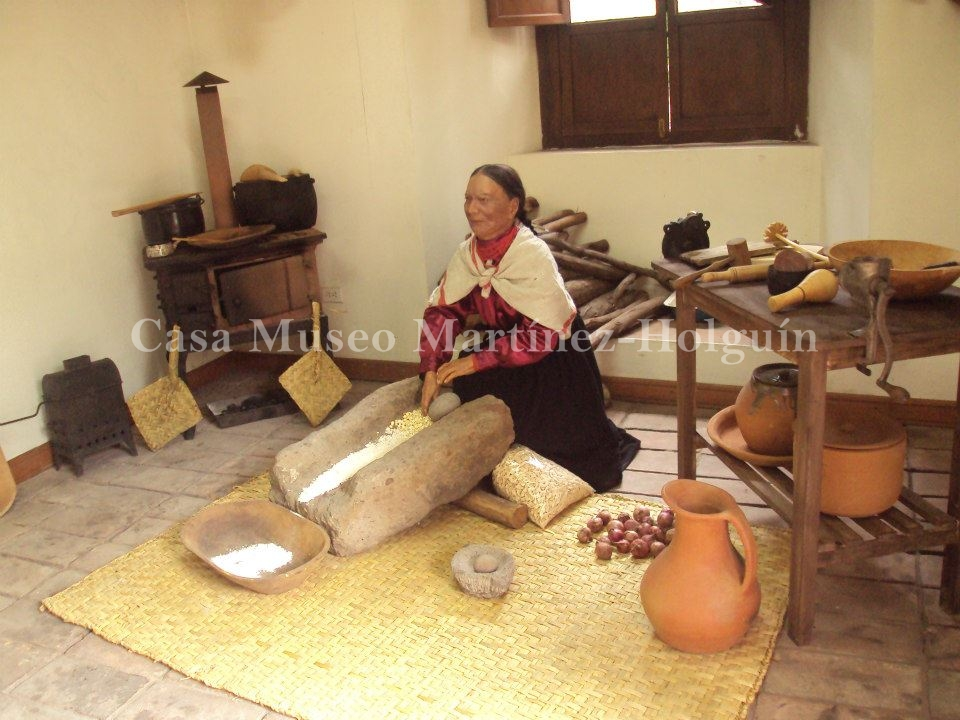
Sala del Museo Martínez-Holguín, en la cocina
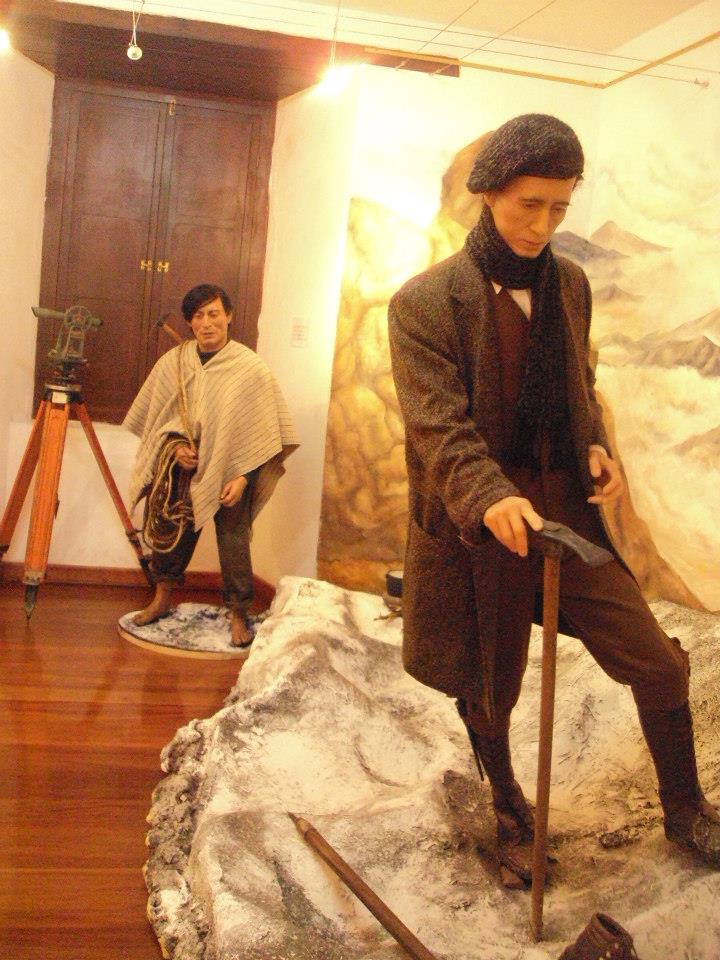
Casa Museo Martínez-Holguín
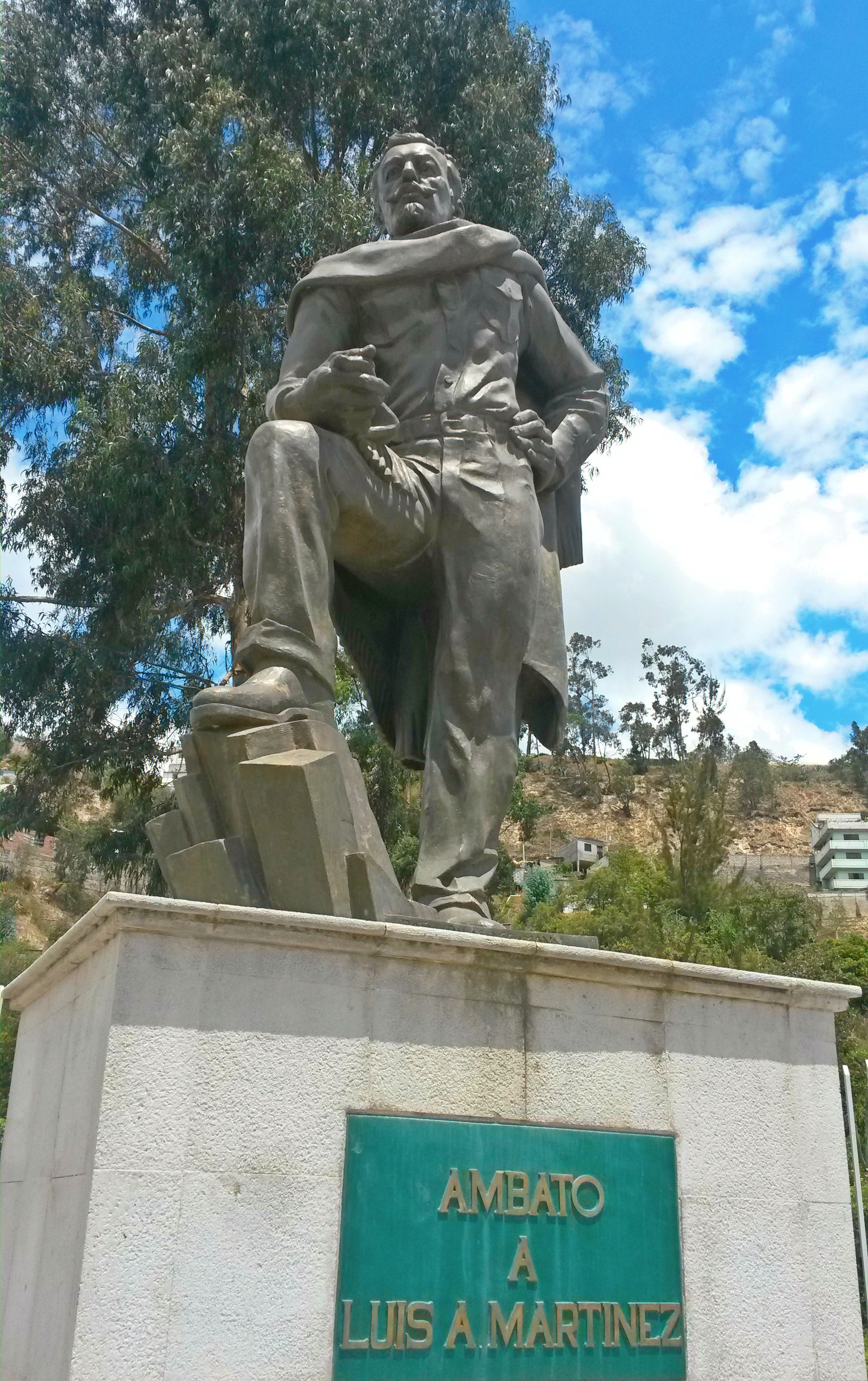
Monumento a Luis A. Martínez en Atocha-La Liria
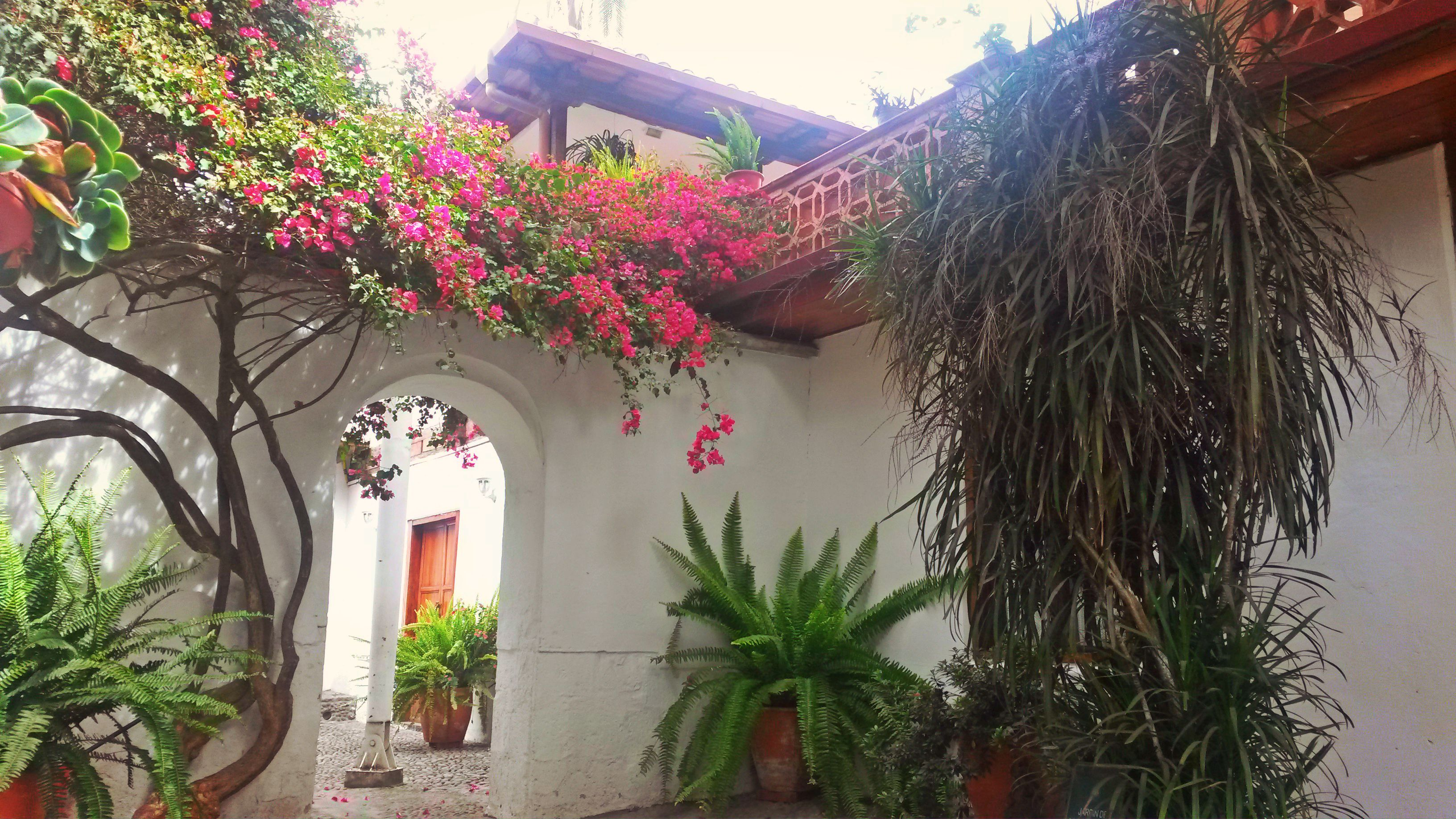
Arco en Quinta la Liria